# Annie Maunder

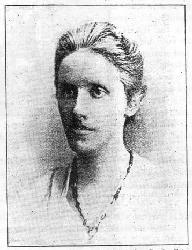
Annie Maunder

Annie Scott Dill Maunder, geb. Russell (* 14. April 1868 in Strabane, County Tyrone, Irland; † 15. September 1947 in London) war eine britische Astronomin und Mathematikerin.

## Leben und Wirken
Annie Russell erlangte 1889 einen BA (Bachelor of Arts) in Mathematik am Girton College in Cambridge. Von 1890 bis 1895 war sie als „Lady Computer“ am Royal Greenwich Observatory beschäftigt, und zwar in der von Edward Walter Maunder geleiteten Abteilung für Sonnenforschung. Neben der Auswertung der Photoplatten beteiligte sie sich auch am nächtlichen Beobachtungsprogramm. 1895 heiratete sie ihren Chef, E. Walter Maunder, und musste ihre Stelle aufgeben. Von da an war sie seine unbezahlte Assistentin. Während des Ersten Weltkrieges kehrten sie und ihr Ehemann als Kriegsfreiwillige an das Observatorium zurück (1915–1920).
Die Sonne beschäftigte die Maunders zeitlebens, viele wissenschaftliche Arbeiten haben sie gemeinsam veröffentlicht. Doch beschränkte sich Annie Maunder nicht darauf, ihren Mann bei der Arbeit zu unterstützen, sondern sie arbeitete selbständig. Sie nahmen an fünf Expeditionen zu Sonnenfinsternissen teil, die die British Astronomical Association organisierte. Bei einer Finsternis 1898 in Indien gelangte eine von ihr entworfene Corona-Kamera zum Einsatz.
Ein weiterer Schwerpunkt ihrer Arbeiten war die Herkunft der Sternbilder. 1936 schlug sie vor, dass sie von einem seefahrenden indo-europäischen Volk um 2900 v. Chr. eingeführt wurden. Sie beschäftigte sich auch mit astronomischen Angaben in der Bibel und insbesondere mit der Datierung der Geburt Christi.
Seit 1892 gehörte sie der von Walter Maunder mitbegründeten British Astronomical Association an und war für viele Jahre Herausgeberin des „Journals of the BAA“. November 1916 wurde sie als eine der ersten Frauen in die Royal Astronomical Society gewählt.
Nach Annie Maunder und ihrem Mann Edward ist ein Mondkrater benannt. Im Mai 2018 wurde ihr zu Ehren in Strabane eine Blue Plaque enthüllt. Ein Asteroid wurde 2022 nach Annie Maunder benannt: (50726) Anniemaunder.

## Werke
- Annie Maunder, E. Walter Maunder: The Heavens and their Story. 1909.